# اس‌ام او-۱۳۹
اس‌ام یو-۱۳۹ (به انگلیسی: SM U-139) یک زیردریایی است که طول آن ۹۲ متر (۳۰۲ فوت) و ارتفاع آن ۱۱٫۲ متر (۳۷ فوت) می‌باشد. این زیردریایی در سال ۱۹۱۷ ساخته شد.